# Nsukka
Nsukka est une ville du Nigeria située dans l'État d'Enugu.
Elle abrite l'université du Nigeria à Nsukka.

## Géographie
La ville se trouve dans les collines d’Udi à une altitude de 396 m.

## Économie
Nsukka est un centre de commerce agricole pour les ignames, le manioc, le maïs, le taro, les pois d'Angole, l’huile de palme et les amandes.
Le tissage est un artisanat local traditionnel. Des gisements de charbon ont été découverts à l’est de Nsukka autour d’Obolo.

## Culture
Plusieurs familles pratiquent le rituel de la vache (Eshu) dans le rite funéraire.
Les Nsukka Igbo, présentes en ville s'organisent autour du patriarcat.